# Maria Wennerström
Maria Wennerström (n. 10 aprilie 1985, Skellefteå, Comitatul Västerbotten, Suedia) este o jucătoare de curl ce a reprezentat Suedia, medaliată olimpică. A participat la o ediție a Jocurilor Olimpice (2014) în care a câștigat o medalie de argint.

## Participări
Lista de mai jos prezintă principalele competiții la care a participat Maria Wennerström de-a lungul carierei.
- kiorling na zimnih Olimpiiskih igrah 2014 (jenșciinî)[*]